# Catete
Catete is een wijk in het zuiden (Zona Sul) van de Braziliaanse stad Rio de Janeiro.

## Geschiedenis

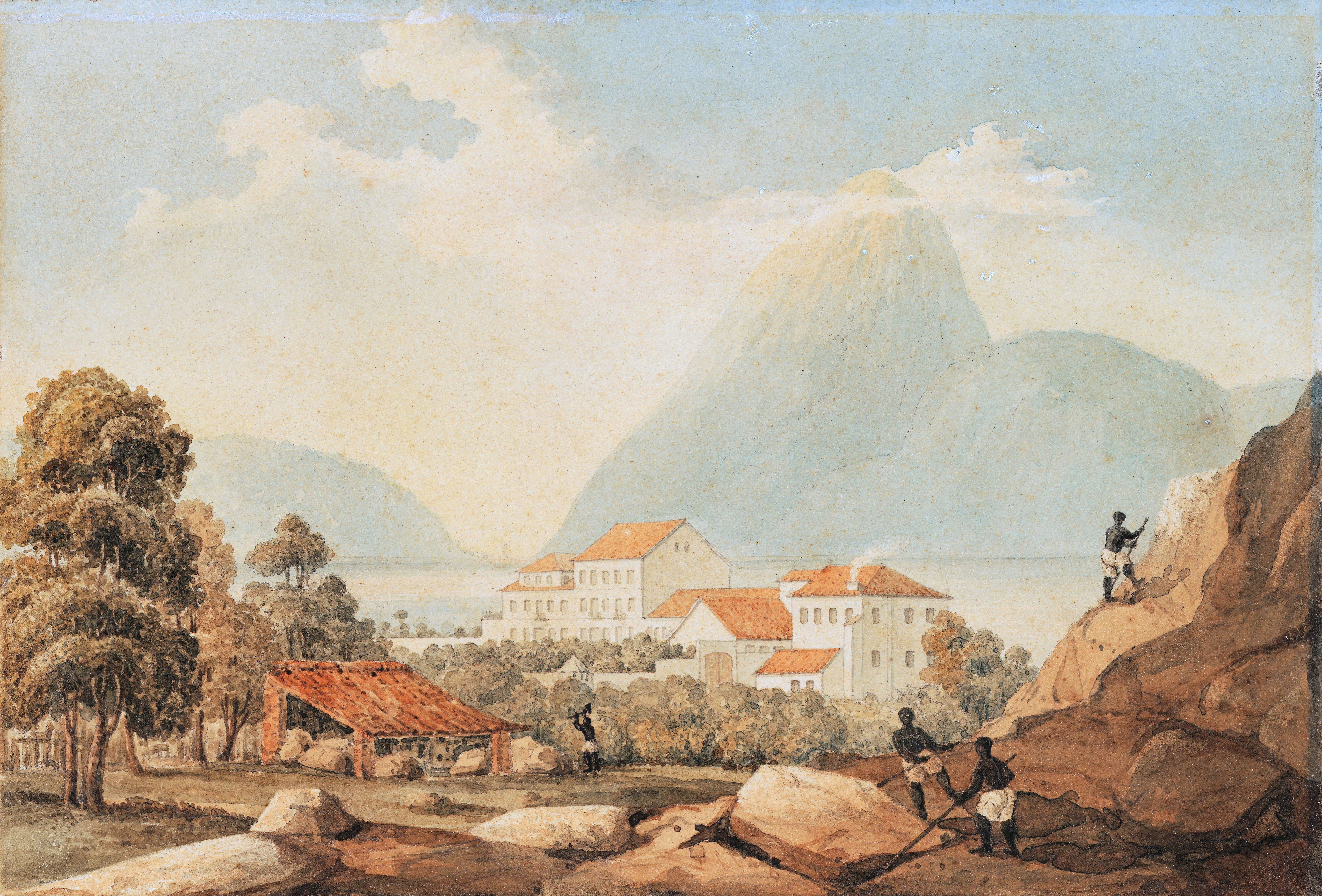
Het huis van de schilder in Catete met de suikerbroodberg op de achtergrond
(rond 1820), Henry Chamberlain, Pinacoteca do Estado de São Paulo

De naam "Catete" komt uit de tupi taal en betekent "enorm woud" (ka'a (woud) en eté-eté (enorm).
Het Catete pad, is vandaag een straat: Rua do Catete en bestond reeds lang voor de komst van de Portugezen en de Fransen. De buurt werd bewoond door indianen tamoios en de naam van de buurt was Uruçumirim.
De wijk werd belangrijk in 1897 toen de federale regering zich vestigde in het Palácio do Catete. De regering bleef er tot 1960, en verhuisde toen naar Brasília.

## Geografie
Catete is gelegen tussen de wijken Flamengo, Glória, Laranjeiras en Santa Teresa.

## Cultuur

### Bezienswaardigheden

#### Musea
- Centro Nacional de Folclore e Cultura Popular,[1] cultuur museum
- Palácio do Catete,[1] vestiging van Museu da República

#### Parken
- Jardim das Musas
- Largo do Machado

## Verkeer en vervoer

### Metro
| Station                          | Lijn |
| -------------------------------- | ---- |
| Station Estação Glória           |      |
| Station Estação Largo do Machado |      |

## Galerij

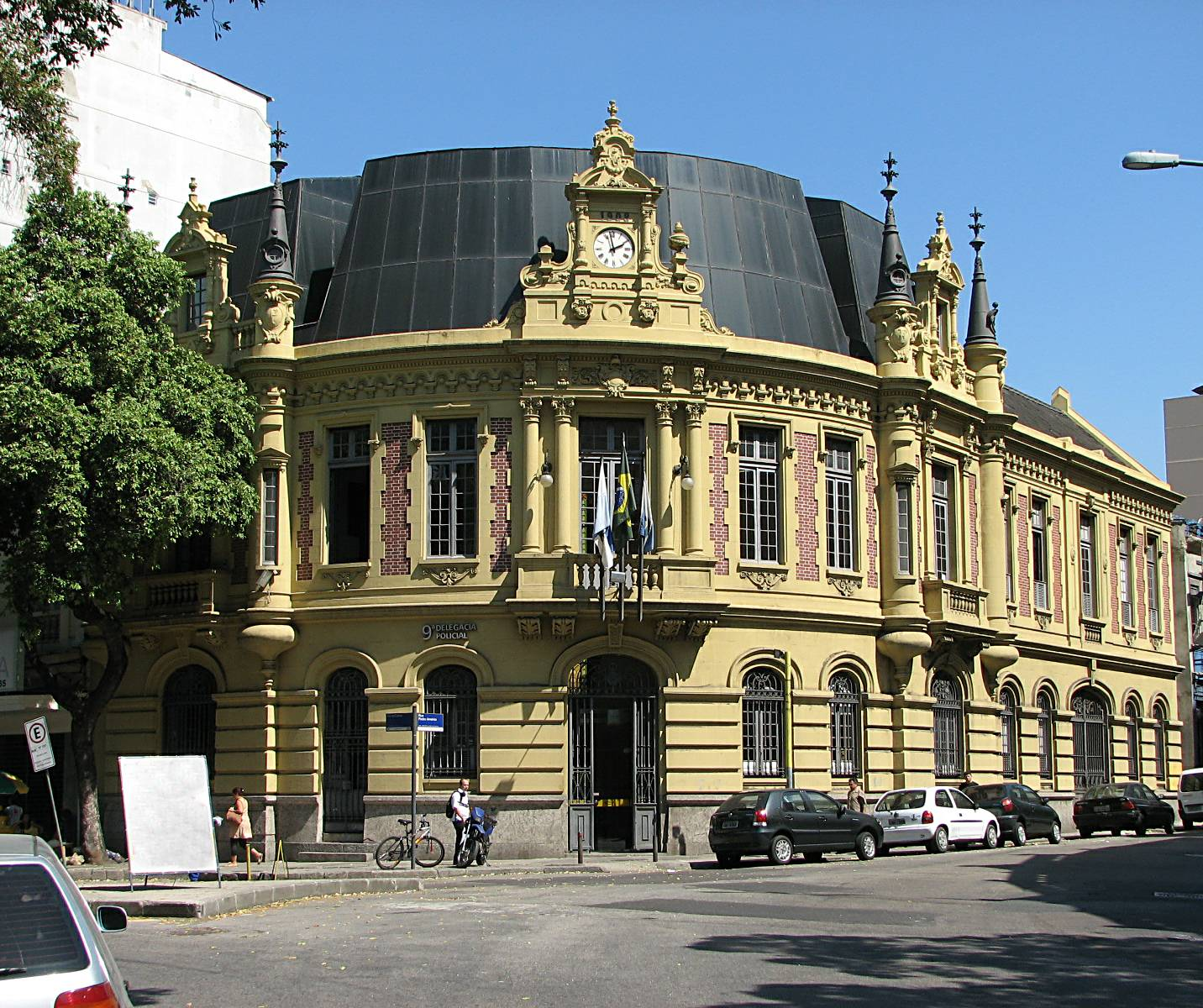
Politiebureau, de 9e delegatie
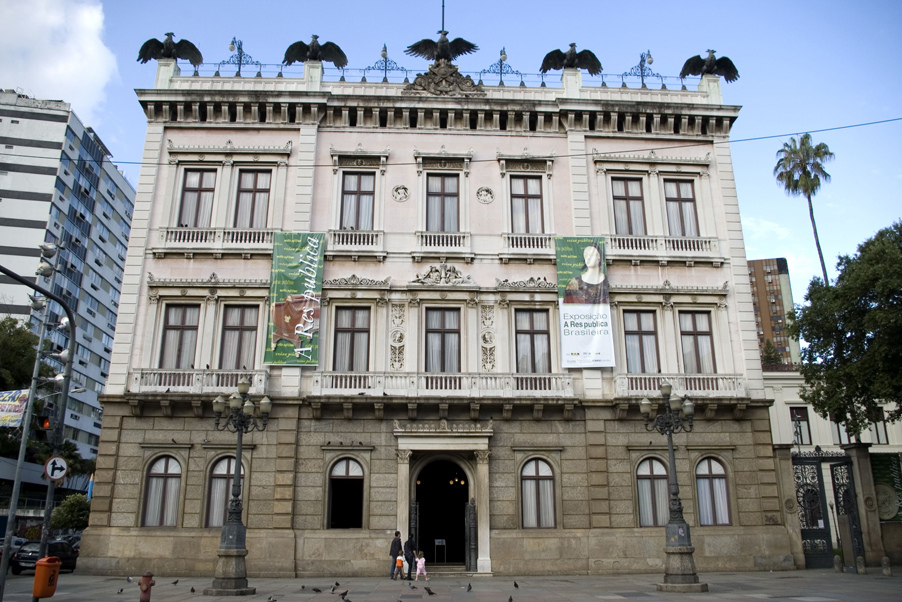
Palácio do Catete, Museu da República
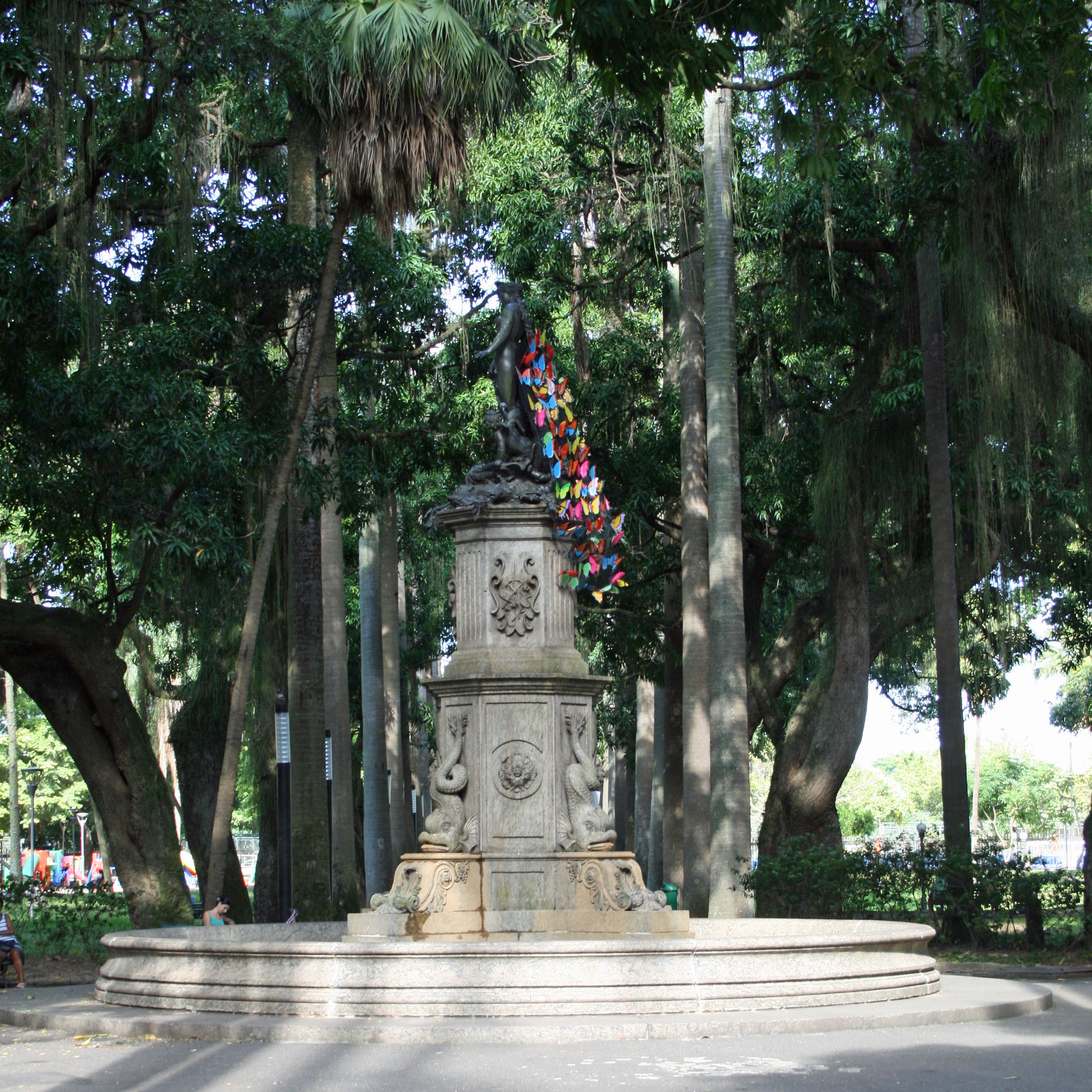
Fontein in de tuin van het Palácio do Catete
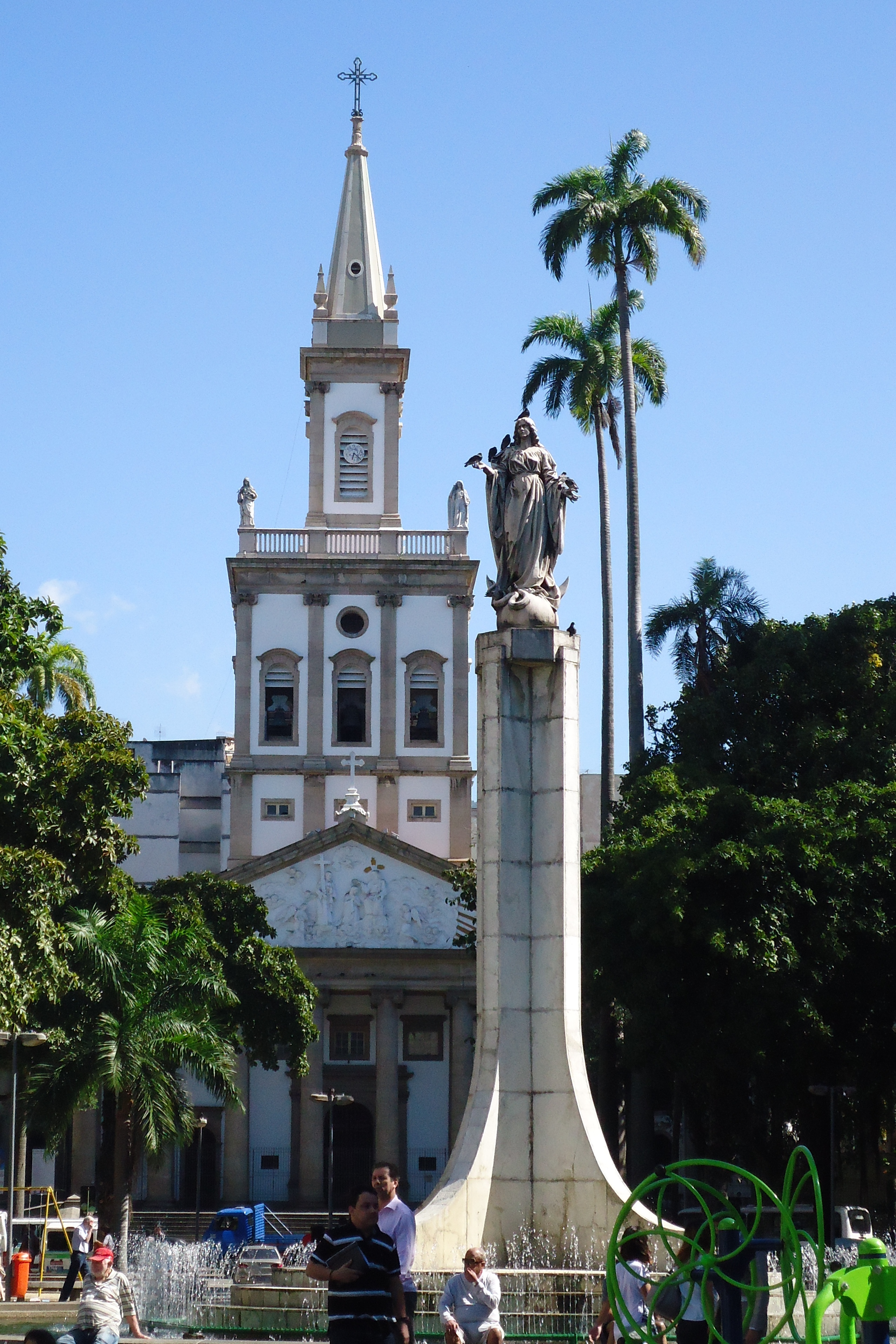
De katholieke kerk Igreja de Nossa Senhora da Glória aan het Largo do Machado